# Jednonukleotidový polymorfismus

Horní molekula DNA se od spodní molekuly DNA liší v jedné nukleotidové pozici (C/A polymorfismus)

Jednonukleotidový polymorfismus, častěji označován jako SNP (z anglického single-nucleotide polymorphism), je variace v jediném nukleotidu, která se vyskytuje v určité pozici v genomu, přičemž každá taková variace je přítomna v populaci alespoň v jisté patrné míře (např. > 1%).
Za příklad může sloužit následující: V lidském genomu se v určité pozici báze u většiny jedinců v populaci může vyskytovat nukleotid C, ale u menší skupiny jedinců může být v této pozici nukleotid A. To znamená, že se v této konkrétní pozici vyskytuje SNP a dvě možné nukleotidové varianty – C nebo A – jsou alely pro tuto pozici.
Jednonukleotidové polymorfismy jsou základem rozdílů v naší náchylnosti k různým onemocněním; široká škála lidských onemocnění, např. srpkovitá anémie, β-talasemie a cystická fibróza je způsobena jednonukleotidovými polymorfismy. Závažnost onemocnění a způsob, jakým naše tělo reaguje na léčbu, jsou také projevem genetické variace. Například bodová mutace v genu APOE (apolipoprotein E) je spojena s vyšším rizikem Alzheimerovy choroby.
V případě jednonukleotidové varianty (SNV) jde o změnu v jediném nukleotidu nezávisle na frekvenci výskytu v populaci a tyto varianty mohou vzniknout v somatických buňkách. Somatické jednonukleotidové varianty (např. mutace související s rakovinou), mohou být také nazývány "single-nucleotide alterations".

## Typy

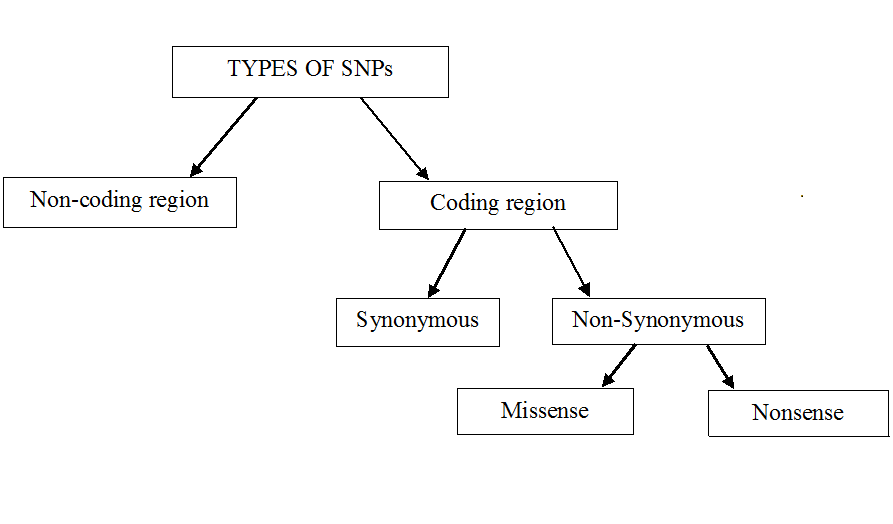
Typy jednonukleotidových polymorfismů (SNPs)

Jednonukleotidové polymorfismy se mohou vyskytovat v kódujících oblastech genů, nekódující oblastech genů, nebo v tzv. "intergenic regions" (oblastí mezi geny). SNP v kódujících sekvencích nemusí vzhledem k degeneraci genetického kódu nutně měnit aminokyselinovou sekvenci kódovaného proteinu. 
SNP v kódující oblasti jsou dvou typů: synonymní a nesynonymní. Synonymní polymorfismy nemají vliv na kódovanou aminokyselinovou sekvenci, zatímco nesynonymní SNP ji mění. Nesynonymní se pak dále dají rozdělit na dva typy: missense a nonsense. Missense mění kódovanou aminokyselinu za jinou, zatímco nonsense způsobují ukončení translace vznikem stopkodonu.
Jednonukleotidové polymorfismy, které se nevyskytují v protein-kódujících oblastech mohou ovlivnit sestřih genů, schopnost vázat transkripční faktor, degradaci messenger RNA , nebo mohou měnit sekvence nekódující RNA.

## Využití SNP
- Asociační studie mohou určit, zda je genetická variace spojena s onemocněním nebo s projevem určitého geneticky podmíněného znaku.[6]
- Haplotypové mapování: sady alel nebo DNA sekvencí mohou být seskupeny tak, že s pomocí jednoho SNP lze identifikovat mnoho spolu souvisejících SNPs. Analýza SNPs je možná v prostředí R za pomoci balíku pegas.
- Vazebná nerovnováha je termín používaný v populační genetice, který značí nenáhodnou asociaci mezi alelami ve dvou nebo více lokusech. V souvislosti s jednonukleotidovým polymorfismem to znamená, že dvě SNP alely (či obecně DNA sekvence), nacházející se v genomu blízko sebe, budou s vyšší pravděpodobností zděděny společně. Vazebná nerovnováha je ovlivněna dvěma parametry: 1) genetickou vzdáleností mezi dvěma či více SNP (čím větší vzdálenost, tím menší míra vazebné nerovnováhy) 2) mírou rekombinace v daném úseku (čím menší míra rekombinace, tím vyšší míra vazebné nerovnováhy)

## Frekvence výskytu

### V rámci genomu
Rozdělení SNP v genomu není homogenní; SNP se vyskytují v nekódujících oblastech častěji než v oblastech kódujících, resp. se vyskytují obecně méně tam, kde přirozený výběr napomáhá fixování jedné alely, která je z hlediska adaptace nejvýhodnější a zároveň tím tedy přispívá k odstranění ostatních variant SNP.  Další faktory, jako genetická rekombinace a mutace, mohou také frekvenci výskytu SNP ovlivnit.
Frekvence výskytu SNP může být odhadnuta podle přítomnosti mikrosatelitů: zejména AT mikrosatelity jsou silnými ukazateli SNP hustoty, v úsecích skládajících se z dlouhých (AT)(n) opakování a obsahujících málo GC vazeb se obecně vyskytují SNP ve výrazně nižší míře.

### V rámci populace
Mezi lidskými populacemi je určitá variace, takže SNP alely, které jsou běžné u jedné geografické či etnické skupiny, mohou být mnohem vzácnější u jiné.